# Homme de Harbin
Homo longi
L'Homme de Harbin, autrement appelé Homo longi (en français : « Homme du Dragon »), d'après la Longjiang (la « rivière du Dragon »), où 龙, lóng, signifie « dragon », est le nom donné à un crâne humain fossile trouvé près de Harbin, dans le Heilongjiang, en Chine. Il a été attribué en 2025 à l'espèce dénisovienne par une double analyse paléogénétique et paléoprotéomique. Il s'agit du premier crâne humain désormais reconnu comme dénisovien.

## Historique
Le crâne aurait été trouvé en 1933 par un ouvrier chinois lors de la construction d'un pont sur la Songhua, près de Harbin, dans le Heilongjiang, peu après l'invasion japonaise de la Mandchourie (1931). Pour éviter que le crâne tombe aux mains des Japonais, son découvreur l'aurait enveloppé et caché dans un puits abandonné. L'un de ses descendants aurait bien plus tard récupéré le fossile, puis aurait accepté en 2018 d'en faire don à l'université du Hebei afin qu'il puisse bénéficier d'une analyse scientifique.
La première étude, publiée en 2021, attribuait ce fossile à une nouvelle espèce humaine, dénommée Homo longi. Celle-ci semblait aux chercheurs morphologiquement plus proche d'Homo sapiens que ne l'est l'Homme de Néandertal.
Les auteurs de cette étude rapprochaient l'Homme de Harbin de l'Homme de Dali, de l'Homme de Jinniushan, et de l'Homme de Hualongdong, autres crânes humains fossiles trouvés en Chine et d'époque comparable, qui ressemblent beaucoup à l'Homme de Harbin, avec toutefois des différences qui leur paraissaient justifier une appellation distincte. Le paléoanthropologue britannique Christopher Brian Stringer, coauteur de l'étude, n'était pas nécessairement d'accord avec l'appellation proposée, plusieurs noms antérieurs étant en principe prioritaires, parmi lesquels Homo daliensis, qui avait été proposé pour l'Homme de Dali.
Les paléoanthropologues français Jean-Jacques Hublin et Silvana Condemi ont pensé d'emblée comme d'autres que l'Homme de Harbin était plus probablement un Dénisovien, espèce sœur de l'Homme de Néandertal et non d'Homo sapiens, comme pour d'autres fossiles chinois du Chibanien récent,.

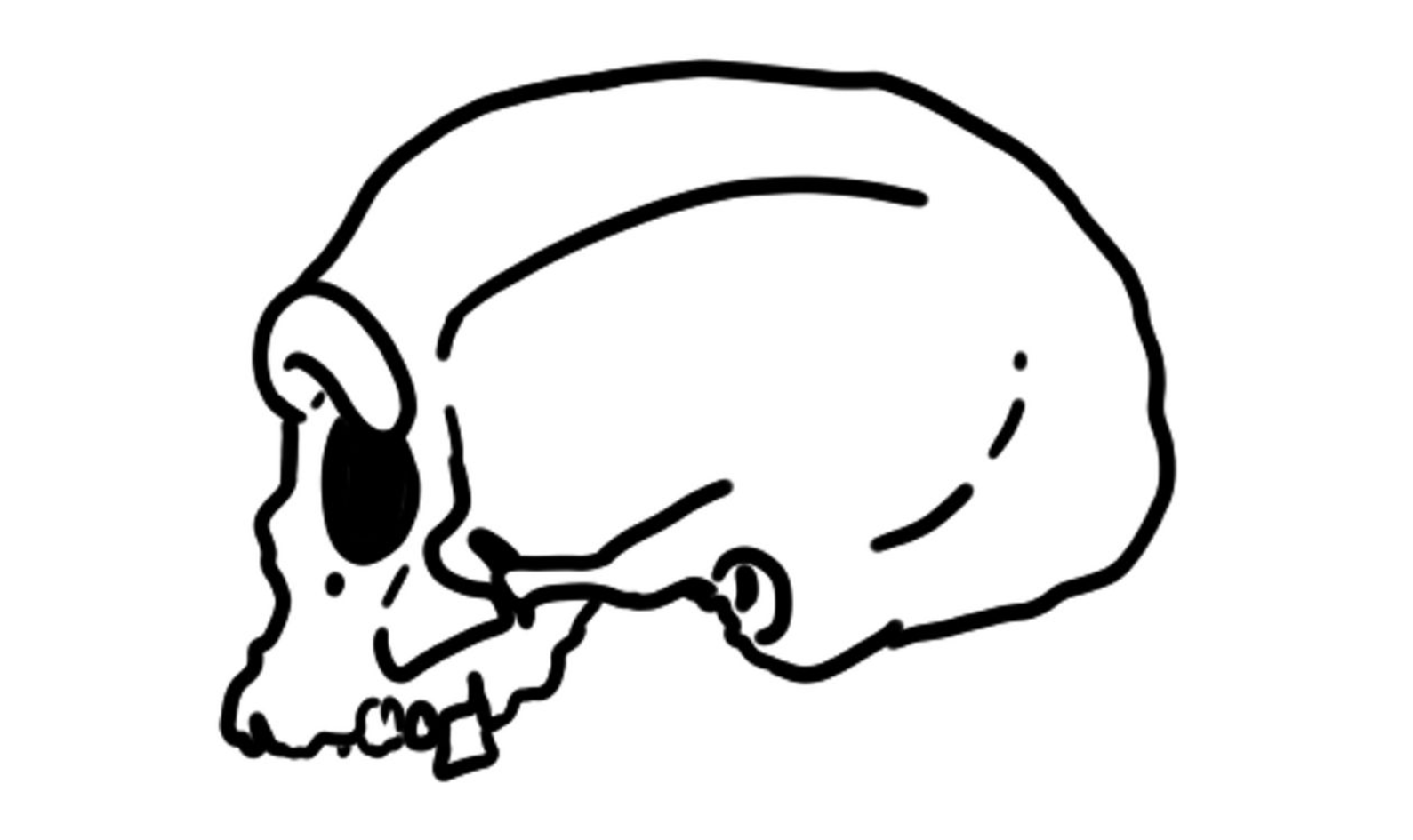
Dessin du crâne de Harbin vu de profil

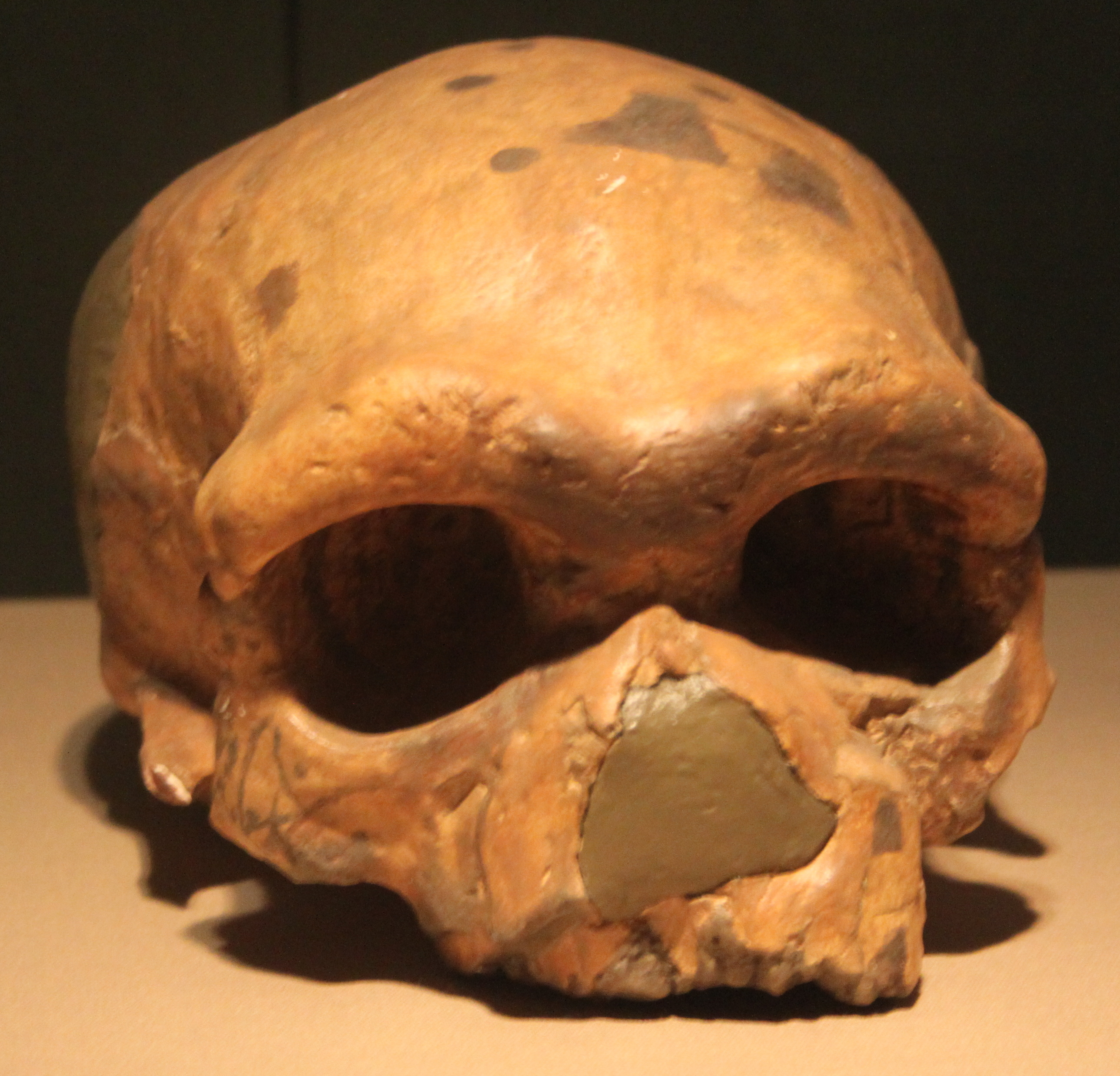
L'Homme de Dali (moulage)

## Description
Il s'agit d'un crâne presque complet, toutefois sans sa mandibule. La capacité crânienne a été estimée à 1 420 cm3 par l'étude de 2021.
Le crâne est long et bas, avec un front fuyant, une face supérieure large, une grande ouverture nasale (possiblement une adaptation au froid), de grandes orbites oculaires carrées, un fort torus sus-orbitaire continu, des os zygomatiques plats, un large palais et de grandes alvéoles dentaires (ce qui implique une grande bouche), et une large base du crâne.

## Datation
Le fossile a été daté en 2021 d'au moins 146 000 ans par les séries de l'uranium, et d'au plus 309 000 ans par la couche géologique où il aurait été trouvé,.

## Attribution
Deux études scientifiques parues en juin 2025 ont confirmé que l'Homme de Harbin était bien un Dénisovien. La première a réalisé une analyse paléoprotéomique de protéines extraites de l'os pétreux. La seconde a réussi à extraire, séquencer et analyser le génome mitochondrial du porteur trouvé dans la plaque dentaire de l'unique molaire restée attachée au maxillaire.

## Phylogénie
L'étude de 2025 a de surcroit pu établir un début de phylogénie des différents spécimens dénisoviens connus ayant livré de l'ADN mitochondrial, où l'Homme de Harbin appartient à la branche des fossiles dénisoviens les plus anciens, datés d'environ 200 000 ans, trouvés dans la grotte de Denisova, tandis que les fossiles plus récents de la même grotte appartiennent à une autre branche de l'arbre.